# Rodolfo Plaza Montero
Rodolfo Plaza Montero (Cochabamba, 27 de julio de 1909 - 30 de noviembre de 1988) fue futbolista, empresario y revolucionario boliviano. Jugó en el Bolívar y fue el único jugador para convertirse en su entrenador y presidente de 1956 a 1963. Fue miembro de la selección nacional y participó en los 1938 de Juegos Bolivarianos.
También se levantó en armas y fue parte de los miembros de planificación de la Revolución de 1952 que permitió a Víctor Paz Estenssoro asumir la presidencia. Paz era el presidente debidamente elegido en las elecciones de 1951.
A diferencia de Walter Guevara Arze, Carlos Montenegro, Augusto Céspedes, Fernando Iturralde Chinel, Armando Arce, Javier del Granado, Rafael Otazo Vargas Bozo, Jorge T. Lavadenz, Alfonso Montaño Lino, José Camaho Arancivia, José Cuadros Quiroga, Germán Monroy Block, Rodolfo Costas, Raúl Molina Gutiérrez, Rigoberto Armaza Lopera y otros, Rodolfo Plaza Montero se negaron a aceptar cualquier posición oficial con el nuevo gobierno y dedican su tiempo a su negocio de importación y exportación.
Muchos expertos, críticos de fútbol, exjugadores, jugadores actuales y aficionados al fútbol consideran Plaza como uno de los mejores jugadores amateurs de fútbol de Bolivia comparables a los gustos de Mario Alborta, Roberto Soto y otros. Rodolfo Plaza Montero había sido importante jugador nacional tanto para Bolívar y el equipo nacional. Como único jugador del equipo para servir como entrenador y presidente, esto lo hace la única persona en la historia del fútbol de Bolivia para ser un campeón como jugador, entrenador y presidente.

## Primeros años
Rodolfo era el quinto hijo nacido a Miguel Plaza Coca y Asteria Montero. Nació en Cochabamba, Bolivia . Sus hermanos mayores; Miguel Plaza Montero, Andrés Plaza Montero y Juan Plaza Montero eran grandes atletas en sus propios méritos. Miguel era un gran jugador de fútbol, Andrés era un campeón nacional de boxeo que venció Froilán Pinilla por unos pocos puntos. Andrés Plaza Montero jugó fútbol para The Strongest, la némesis clásico de Bolívar y Juan Plaza Montero fue campeón nacional de boxeo en Chile, puesta en escena la mayoría de sus peleas en Valparaíso.
Rodolfo comenzó su carrera deportiva como boxeador. Luchó en combates preliminares, cuando su hermano mayor, Andrés venció Froilán Pinilla en el evento principal.
Los cuatro hermanos pasaron algún tiempo en Chile y llegaron a La Paz en 1923.
Rodolfo asistió a la escuela primaria dejándolo mientras que en el tercer grado. Trabajó para una imprenta donde mejoró su vocabulario mientras que la creación de la prensa. También aprendió el oficio de sastre.

## carrera del club
Comenzó su carrera fútbol temprano y empezó a jugar en Bolívar en 1929 a los 20 años En 1932, Bolívar ganó su primer campeonato en lo que se llamó Asociación de Fútbol de La Paz.
Los juegos de Fútbol fueron cancelados en 1932 y 1933. En 1932 Rodolfo fue llamado a servir en el ejército boliviano y fue enviado al frente de batalla donde sirvió como un suboficial (suboficial). Fue herido en el brazo izquierdo por una bala. En 1933, mientras que en el Gran Chaco (el bosque seco más grande de América del Sur y más extensa región boscosa del continente después de la Amazonia), Rodolfo atrapó la fiebre amarilla y casi murió. Para el resto de su vida, él afirmó que la cura de la fiebre amarilla era los baños termales de Urmiri, donde pasó la mayor parte de 1934.
Rodolfo fue galardonado con el "Premio Guerra Benemérito de la del Chaco" (héroe de la Guerra del Chaco), pero decidió no cobrar los beneficios.
El Cabro Plaza y su equipo ganaron los campeonatos de la Liga de La Paz seis veces en 1932, 1937, 1939, 1940, 1941, 1942. Además, El Cabro Plaza ganó el campeonato en 1956 como entrenador y presidente. Uno de los compañeros de Rodolfo, Walter "Chingolo" Orozco, es considerado uno de los iconos del equipo. Orozco señaló que el Club Bolívar se convirtió en La Academia en los años 1930 y 1940, cuando Orozco, Alborta, El Cabro Plaza, Angulo, Teran, Velasco, Durandal, Molina, Saravia y otros jugaron para el equipo. Ese equipo estaba compuesto por la sutileza de Orozco, la gallardía de Mario Alborta, el poder de Kullu Baldellón, firmeza y aplomo de El Cabro Plaza.

## Selección nacional
1938 de Juegos Bolivarianos 22 de agosto de 1938, El Cabro Plaza anotaron los dos goles para vencer a Ecuador 2-1 y dar a Bolivia la medalla de plata del torneo.
El estilo de juego Cabro Plaza tenía velocidad, una poderosa pierna izquierda y una gran visión y conocimiento del juego. Era un jugador de equipo y jugó en la alineación de estilo antiguo que tenía 1 Portero, 2 partes posteriores 3 centrocampistas y 5 hacia delante. En sus días no hubo números asignados a los jerséis del club, pero que serían el deporte número 7 (izquierda) en los años 1950 y 1960.
El Cabro Plaza parecía saber dónde todos los jugadores en el campo se va y sus centros de la pelota eran temidos por los centrocampistas opuestas, la espalda y los porteros, El Cabro anotó muchos goles con tiros de gran alcance fuera de la caja de la pena. El Cabro era un jugador muy agresivo que ni temía a hombro con hombro golpes y podría dirigir la pelota a la red cuando los tiros de esquina fueron servidos por la banda derecha.
Esta imagen muestra tanto, Miguel Plaza Montero y Rodolfo Plaza Montero durante los últimos días de fútbol aficionado

## El jugador más valioso, Última Hora
En 1957 que "Bolívar" de la época de oro de los años 1930 y 1940 se había atendido unas "grietas" insuperables en un viejo juego de temporizadores en el Estadio Hernando Silez. Mario Alborta era geométricamente preciso, casi intelectual y perfección clásica. Ese gol que marcó en Santiago de Chile, el primer minuto, era único en los anales del fútbol sudamericano. Para el final, Nicomedes Tapia, rápido y eficaz, y la negrita Cabro Plaza, un niño real, ya los 18 años se convirtió en el terror de los arqueros, gran jugador que se convirtió en presidente del Club. Su ojo de águila dominó todo el campo. Nadie lo venció en la precisión de los pases cuando abrió el juego por la izquierda o en el poder de los tiros libres. porteros Bold: Ponce, y el gran Ángel Saavedra Velasco tan difícil de superar. Además, hay que recordar a grandes jugadores como Aguilar, Segaline, Bustamante, Sainz, Fernando Velasco, Arturo Plaza, Gualberto Saravia, Quiroga. Y en la defensa revivir las grandes figuras de Durandal y Angulo, el control del balón de Beriche Rengel.
En la edición del lunes del diario del diario Última Hora la página de deportes tenía una sección en la que se presentó el jugador más valioso (el mejor Jugador del domingo). En ese lunes El Cabro hizo la corva función EBEM la primera carta de la tarde tenía estrellas como Víctor Agustín Ugarte y Mario Mena.
Mario Alborta (mano por la cara) murió 10 años más tarde, en enero de 1976
puntos de vista políticos y un revolucionario en la década de 1940 Rodolfo Plaza y sus hermanos Miguel y Andrés habían establecido frentes de tienda dentro de un bloque de uno al otro. negocio de Rodolfo fue a través de los Telégrafos en la calle Ayacucho. Andrés había fijado su tienda en la esquina opuesta a la oficina de correos en la esquina de la calle Potosí y la calle Ayacucho. Miguel tenía su taller ubicado a una cuadra de Andrés 'situado en la calle Potosí. Los tres hermanos eran hombres de negocios exitosos. Rodolfo fue el único de los tres que luchó en la Guerra del Chaco, comenzó su participación en la política influido por la aparición de Razón de Patria (una facción militar hasta entonces secreta conocida como RADEPA (Razón de Patria o causa de la Patria) establecidos por oficiales militares veteranos de la decepción Ejército de Bolivia de la forma como el presidente Salamanca gestionan la guerra. las masacres de Catavi y siglo XX la actual guerra civil española también había influido en vistas de Rodolfo. mostró la lealtad a sus compañeros veteranos y les ayudó económicamente y mediante la publicación de una circular izquierda llamada Alambre de Púa editado por un compañero de apellido Murillo. se dice que el Gobierno del Sexenio había torturado Murillo y lo obligó a beber aceite de motor. los seis años anteriores a la Revolución de 1952 son conocidos como el Sexenio, miembros del partido conservador trataron de detener el crecimiento de la izquierda, pero finalmente fracasaron porque no pudieron detener el declive económico y controlar el creciente malestar social.
Su tiempo como prisionero político.
En 1946, con la caída de la presidencia de Villarroel, intervino políticamente con el "Movimiento Nacionalista Revolucionario". En la Guerra Civil de 1948 Rodolfo Plaza y Cesar Lafaye terminaron presos políticos y compañeros. Uno de los pasatiempos agradables de Rodolfo Cesar y fue a caminar por las calles de memoria de fútbol, mientras que Rodolfo llevaba la camiseta de su equipo. Rodolfo fue detenido y confinado sin el beneficio de Habeas Corpus. Habeas Corpus había sido suspendido durante el Sexenio. Pasó cerca de tres meses de confinamiento político en Apolo y cerca de dos meses en la isla del lago Titicaca de Coati. Rodolfo rara vez o nunca habló sobre las experiencias de sus confinamientos la excepción de que la mayor parte del tiempo que llevaba la camiseta de su amada Bolívar.
La revolución de 1952 fue un luchador revolucionario. Tomó parte activa de la insurrección popular de la "(1952) revolución 9 de Abril" histórico, con Juan Lechín, Rodolfo luchó en Miraflores y junto con Lechín y Julio Pantoja tomaron el palacio presidencial en la Plaza Murillo (Palacio de Gobierno. Todo el tiempo que el "Movimiento Nacionalista Revolucionario" estaba en el poder nunca aceptó ni solicitó un cargo público, su vida fue dedicada a los deportes y al club Bolívar.

## Dirigente deportivo
Rodolfo Plaza Montero se convirtió en presidente del club en un momento en el Club Bolívar estaba al borde de la insolvencia. Como presidente Rodolfo Plaza Montero utilizó sus propios fondos para compensar a los jugadores. Algunos de los jugadores que fueron compensadas en su totalidad por el uso de sus propios fondos incluyen Mario Mena, Agustín Ugarte, Santos, Rico, Villagran, Mugertegi, Flores y otros.
Rodolfo Plaza Montero ayuda financiera demostró ser indispensable para ganar el campeonato 1956.
Como presidente jugó un papel decisivo en la adquisición de los lotes en Tembladerani donde el club construyó el estadio Simón Bolívar, que tiene capacidad para 15.000 aficionados.
Algunos de los jugadores que fueron compensadas en su totalidad por el uso de sus propios fondos incluyen Mario Mena, Agustín Ugarte, Santos, Rico, Villagran, Mugertegi, Flores y otros.
Rodolfo Plaza Montero fue un gran explorador y reclutador para el club, cuando firmó los jugadores jóvenes y prometedores, que tendría que pagar de sus propios fondos para el transporte, el alojamiento y la comida y los gastos para estos jóvenes.
La visión de El Cabro Plaza de su club incluía no sólo el desarrollo de nuevos jugadores que compiten en los torneos "Cuartas especiales" pero él sembró la visión de lo que llevaría más de una década como una incubadora de grandes jugadores como Marco "El Diablo" Etcheverry, alumno de la Academia de Fútbol Taihuichi.
En 1971, Rodolfo Plaza Montero compartido con Mario Mercado su visión de transformar el club en una entidad profesional autosostenible.

## Su tiempo como prisionero político
En 1946, con la caída de la presidencia de Villarroel, intervino políticamente con el "Movimiento Nacionalista Revolucionario". En la Guerra Civil de 1948 Rodolfo Plaza y Cesar Lafaye terminaron presos políticos y compañeros. Uno de los pasatiempos agradables de Rodolfo Cesar y fue a caminar por las calles de memoria de fútbol, mientras que Rodolfo llevaba la camiseta de su equipo. Rodolfo fue detenido y confinado sin el beneficio de Habeas Corpus. Habeas Corpus había sido suspendido durante el Sexenio. Pasó cerca de tres meses de confinamiento político en Apolo y cerca de dos meses en la isla del lago Titicaca de Coati. Rodolfo rara vez o nunca habló sobre las experiencias de sus confinamientos la excepción de que la mayor parte del tiempo que llevaba la camiseta de su amada Bolívar.
La revolución de 1952 fue un luchador revolucionario. Tomó parte activa de la insurrección popular de la "(1952) revolución 9 de Abril" histórico, con Juan Lechín, Rodolfo luchó en Miraflores y junto con Lechín y Julio Pantoja tomaron el palacio presidencial en la Plaza Murillo (Palacio de Gobierno. Todo el tiempo que el "Movimiento Nacionalista Revolucionario" estaba en el poder nunca aceptó ni solicitó un cargo público, su vida fue dedicada a los deportes y al club Bolívar.
gestión del club Rodolfo Plaza Montero se convirtió en presidente del club en un momento en el Club Bolívar estaba al borde de la insolvencia. Como presidente Rodolfo Plaza Montero utilizó sus propios fondos para compensar a los jugadores. Algunos de los jugadores que fueron compensadas en su totalidad por el uso de sus propios fondos incluyen Mario Mena, Agustín Ugarte, Santos, Rico, Villagran, Mugertegi, Flores y otros.